# Tscheppach
Tscheppach (toponimo tedesco) è una frazione di 189 abitanti del comune svizzero di Buchegg, nel Canton Soletta (distretto di Bucheggberg).

## Storia

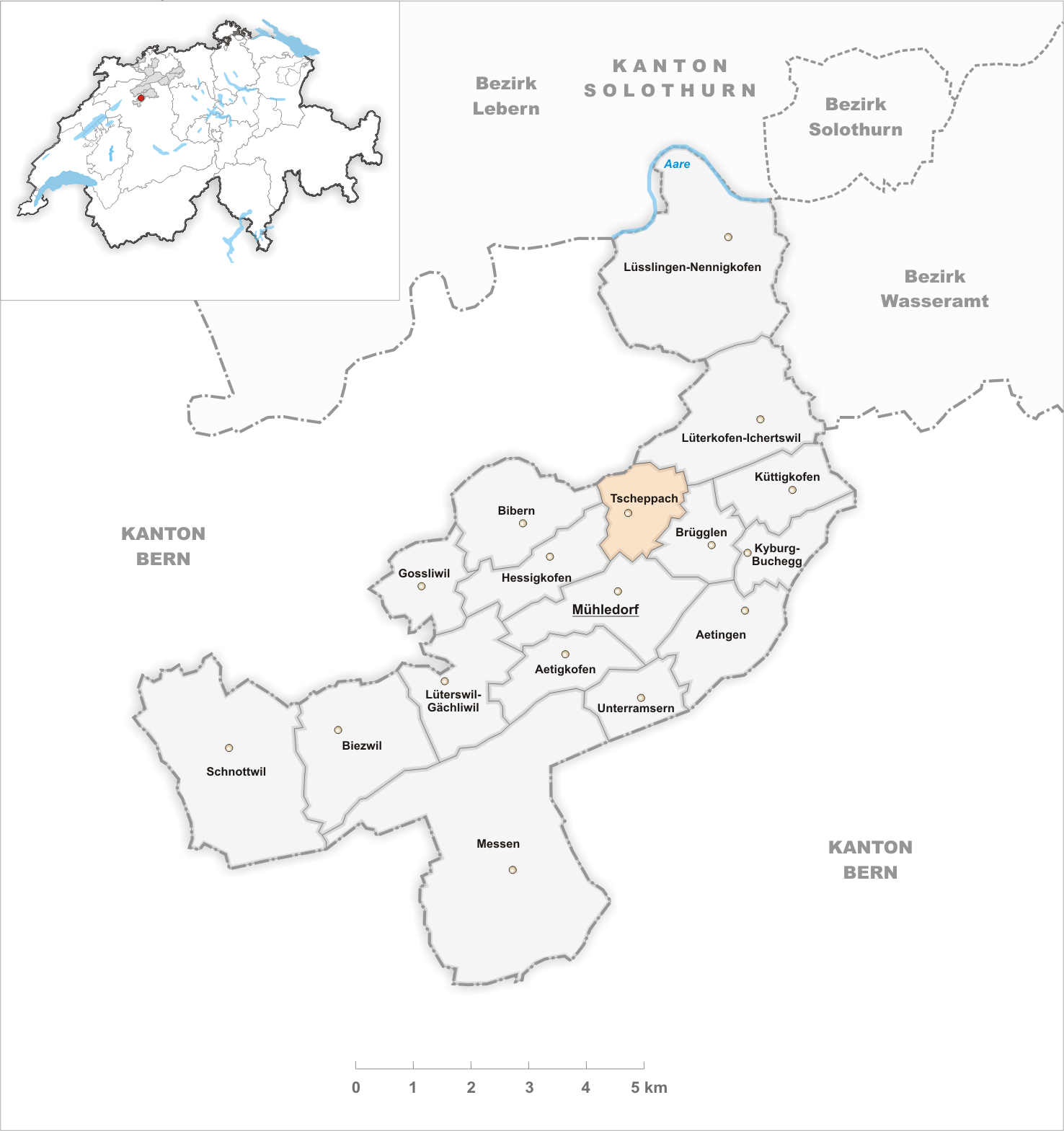
Il territorio del comune di Tscheppach prima degli accorpamenti comunali del 2014

Fino al 31 dicembre 2013 è stato un comune autonomo che si estendeva per 1,86 km²; il 1º gennaio 2014 è stato accorpato agli altri comuni soppressi di Aetigkofen, Aetingen, Bibern, Brügglen, Gossliwil, Hessigkofen, Küttigkofen, Kyburg-Buchegg e Mühledorf per formare il nuovo comune di Buchegg.